# Русский (хутор, Приморский край)
Русский (также хутор Вызыгоу, Огурцов хутор) — упразднённый хутор, существовавший на территории Находкинского городского округа Приморского края (предп. 1906/1907—1970).
Располагался в районе озера Рица. На карте РККА (1944) на месте хутора показано селение Юзагол. На морской карте (1969) показан населённый пункт Русский, на более современной карте (лист K-53-038) — урочище Русское.

## История
Образован предположительно в 1906—1907 годах. Первое название — хутор Вызыгоу дано корейцами, жившими в бухте Людянза. Название «Русский» дано русскими переселенцами. В нём также жили корейцы и китайцы. Первыми жителями хутора была семья Сибиряковых. Третье название — Огурцов хутор дано по фамилии семьи, которая переселилась сюда одной из первых. Соседом Огурцовых был китаец Иван — Ли До Фу. По воспоминаниям Костыриной, на хуторе жило много китайцев.
В 1920 году здесь появились японцы. В поисках партизан они обыскивали дома, избивали жителей. Приблизительно в конце 1921 года японцы ушли. По статистике за 1926 год земли хутора Огурцова назывались Янипувай, где находилось 57 хозяйств и проживал 271 человек. По данным на 1926 год, в селе Визигоу (Чудзигоу) было 46 хозяйств, проживало 232 человека. По сообщению одного из участников изыскательской экспедиции гидрологов в бухте Находка в 1931 году: «Сообщения между деревней Американка, посёлком Находка, хутором Русский и другими осуществлялось либо по воде, либо по тропам». В свидетельствах о рождении жителей хутора Т. В. Огурцовой (род. 1930) и А. П. Отрощенко (род. 1939) местом рождения указан «хутор Вызыгоу Американского сельского совета». После депортации корейцев (1937) на хуторе остались жить только русские.
Из воспоминаний Т. П. Огурцовой, А. П. Отрощенко: «Русский хутор представлял собой небольшое селение из нескольких домиков, в которых жили семьи Огурцовых, Отрощенко, Кущиных, Гридиных, Кострубатовых, Сибиряковых, Дога, Куликовых, Черенковых, Костровых, Нефёдовых и др. Общий колодец был возле дома Гридина, рядом баня… Дети ходили в школу в бухту Людянза (Прогулочная). Через хутор протекала небольшая речушка. Жилые дома были сложены из брёвен, фундаменты делали из камня и красной глины… Всё делали сами — и ткали, и пряли, и вышивали… Жители хутора не знали электричества… Хуторяне немного ловили рыбу, охотились, но основой был всё же огород, где выращивали не только картофель и овощи, но и арбузы, кукурузу, гречиху, пшеницу, сою. Как правило, у семьи было две-три коровы, свиньи, куры, утки. Жизнь на хуторе текла размеренно и спокойно…». Из воспоминаний М. А. Ивановой: «В 60-х гг. там было ещё несколько домиков. …Огороды были засажены и ухожены… Было у хуторян и своё кладбище и до сих пор существует три могилы. На двух из них таблички с надписями: Куликов Тимофей Моисеевич (1903—1966 гг.) и Куликов Василий Тимофеевич (1928—1966 гг.)».
С началом строительства порта в бухте Находка молодёжь покинула хутор. Постепенно жители переехали к своим детям, и хутор оказался заброшенным. Он просуществовал до 1970 года, пока его не покинули семьи Огурцовых и Отрощенко.